# Moncucco Torinese

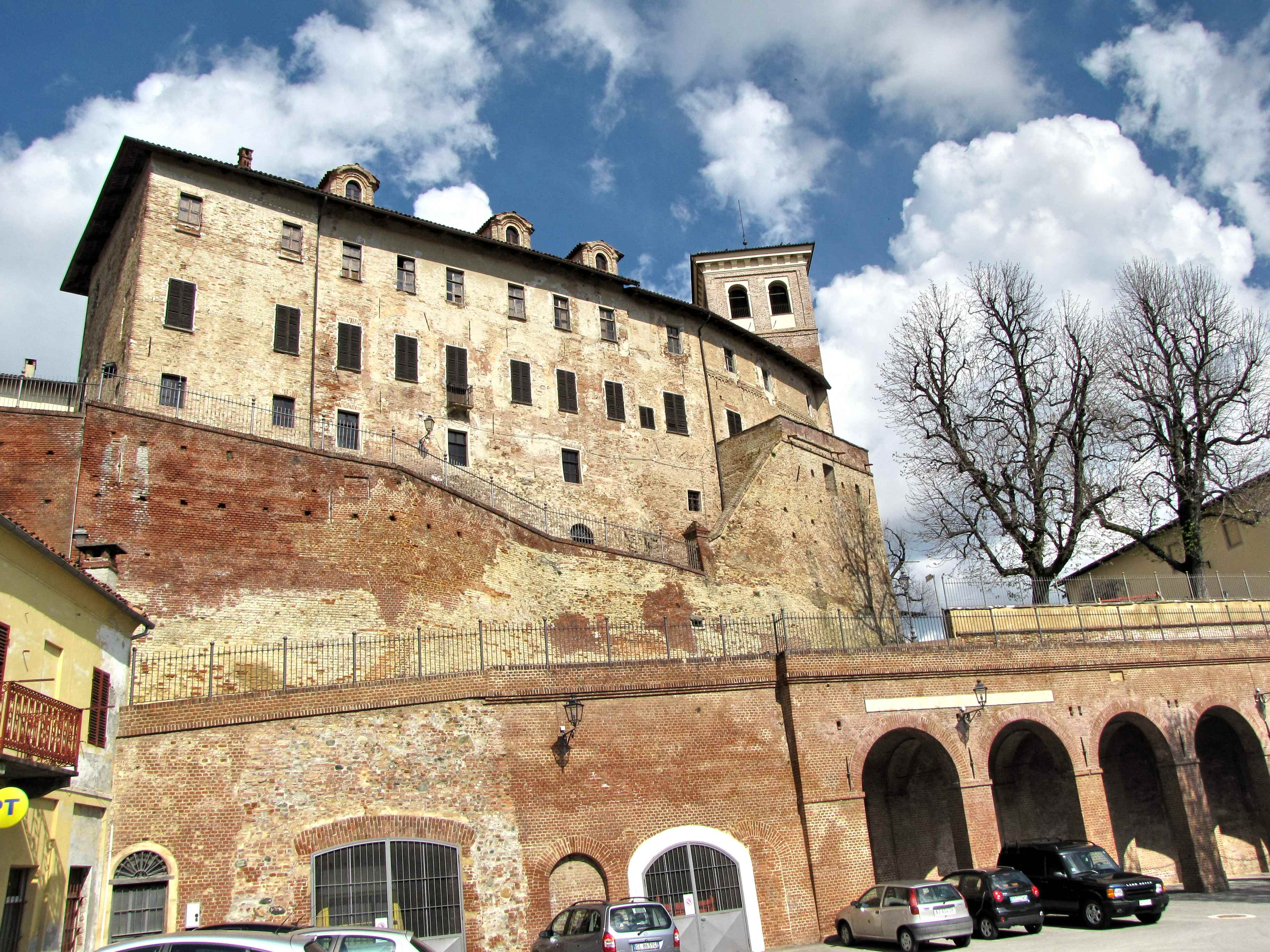
Kastell von Moncucco Torinese

Moncucco Torinese ist eine italienische Gemeinde in der Provinz Asti (AT), Region Piemont.

## Lage und Einwohner
Moncucco Torinese liegt 36 km nordwestlich von der Provinzhauptstadt Asti entfernt. Das Gemeindegebiet umfasst eine Fläche von 14 km² und hat 861 Einwohner (Stand 31. Dezember 2023). Die Nachbargemeinden sind Albugnano, Arignano (TO), Berzano di San Pietro, Castelnuovo Don Bosco, Cinzano (TO), Marentino, Mombello di Torino (TO), Moriondo Torinese (TO) und Sciolze (TO).

## Geschichte

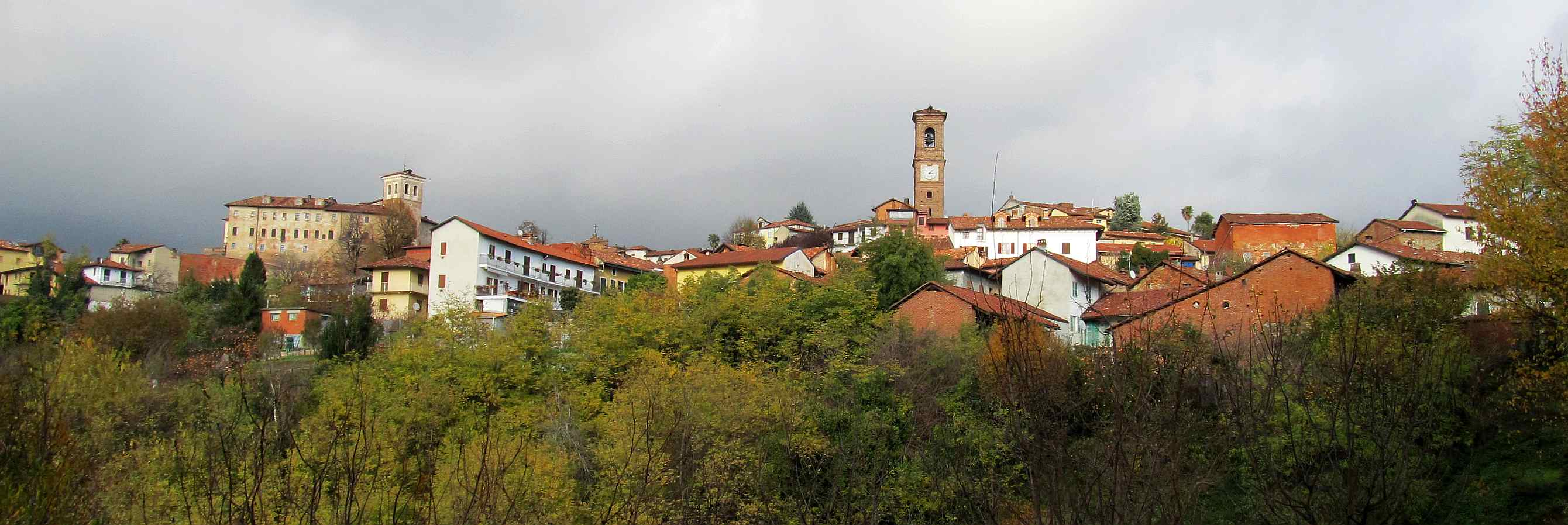
Panorama

Der Ortsname setzt sich aus Monte und Cucus zusammen, was gerundet bedeutet, während die These, dass er sich vom römischen Stab Coccus ableitet, weniger anerkannt ist. Die erste urkundliche Erwähnung ist in der Form Monte Cucho dokumentiert und stammt aus dem Jahr 998. Anschließend wurden „Muncucus“ und „Moncucus“ genannt. Die ältesten Siedlungsspuren reichen bis in die prähistorische und römische Zeit zurück, doch erst im Mittelalter entwickelte sich die Stadt. Im 10. Jahrhundert unterzeichnete Kaiser Otto I. eine Urkunde über die Übertragung des Lehens zugunsten von Aimone, Graf von Vercelli, und seiner Familie, die es bis 1100 besaßen, als es an einen Zweig der Radicati überging, der die Herrschaft über Vercelli behielt es bis zum 15. Jahrhundert, obwohl sie in diesen Jahren zunächst einen Akt der Unterwerfung unter die Gemeinde Chieri und später unter die Markgrafschaft von Monferrato vollzogen hatten.
Im Jahr 1631 ging es mit dem Frieden von Cherasco an die Familie Savoyen über. Anschließend waren die Feudalherren des Ortes die Grisella von Rosignano, die Scarampi von Monale, die Cardè, die Carron von San Tommaso, die Solaro von Govone und schließlich die Melano von Portula.
Aus historischer und archäologischer Sicht sehr interessant ist die Burg Grisella aus dem 15. Jahrhundert. Sie hat einen unregelmäßigen Grundriss, einen Turm in der Nähe des Eingangs und weitere Verteidigungsanlagen an der Nordwestseite. Es wurde im 18. Jahrhundert umgebaut und hat in vielen Teilen noch immer sein ursprüngliches mittelalterliches Aussehen bewahrt. Von der nahegelegenen Burg von Pogliano, die nach der Zerstörung im 19. Jahrhundert nur noch eine Ruine war, einem Teil der Umfassungsmauer und einer als Zisterne genutzten Grube sind leider nicht mehr viele Überreste übrig. Antiken Ursprungs ist die Pfarrkirche San Giovanni Battista, die sich über der Außenbastion rund um die Burg befindet. Bemerkenswert im Inneren ist ein Altar aus der Barockzeit, während die neoklassizistische Fassade aus dem 19. Jahrhundert stammt. In der Nähe der barocken Kirche San Michele steht der Glockenturm, der einst der örtliche Bürgerturm war.
Im Jahr 1818 fiel die Gemeinde unter die neu organisierte Provinz Asti, die mit dem Rattazzi-Dekret des sardischen Innenministers (gebürtig aus Alessandria) Urbano Rattazzi erneut aufgelöst und in einen Bezirk der Provinz Alessandria umgewandelt wurde. Im Jahr 1863 beschlossen die Einwohner von Moncucco, das Adjektiv „turinesisch“ hinzuzufügen, um die Verbindung zu Turin hervorzuheben. 1935 wurde die Gemeinde Teil der neu gegründeten Provinz Asti.

## Kulinarische Spezialitäten
In Moncucco Torinese werden Reben der Sorte Barbera für den Barbera d’Asti, einen Rotwein mit DOCG Status, sowie für den Barbera del Monferrato angebaut.